# Kanadamöwe

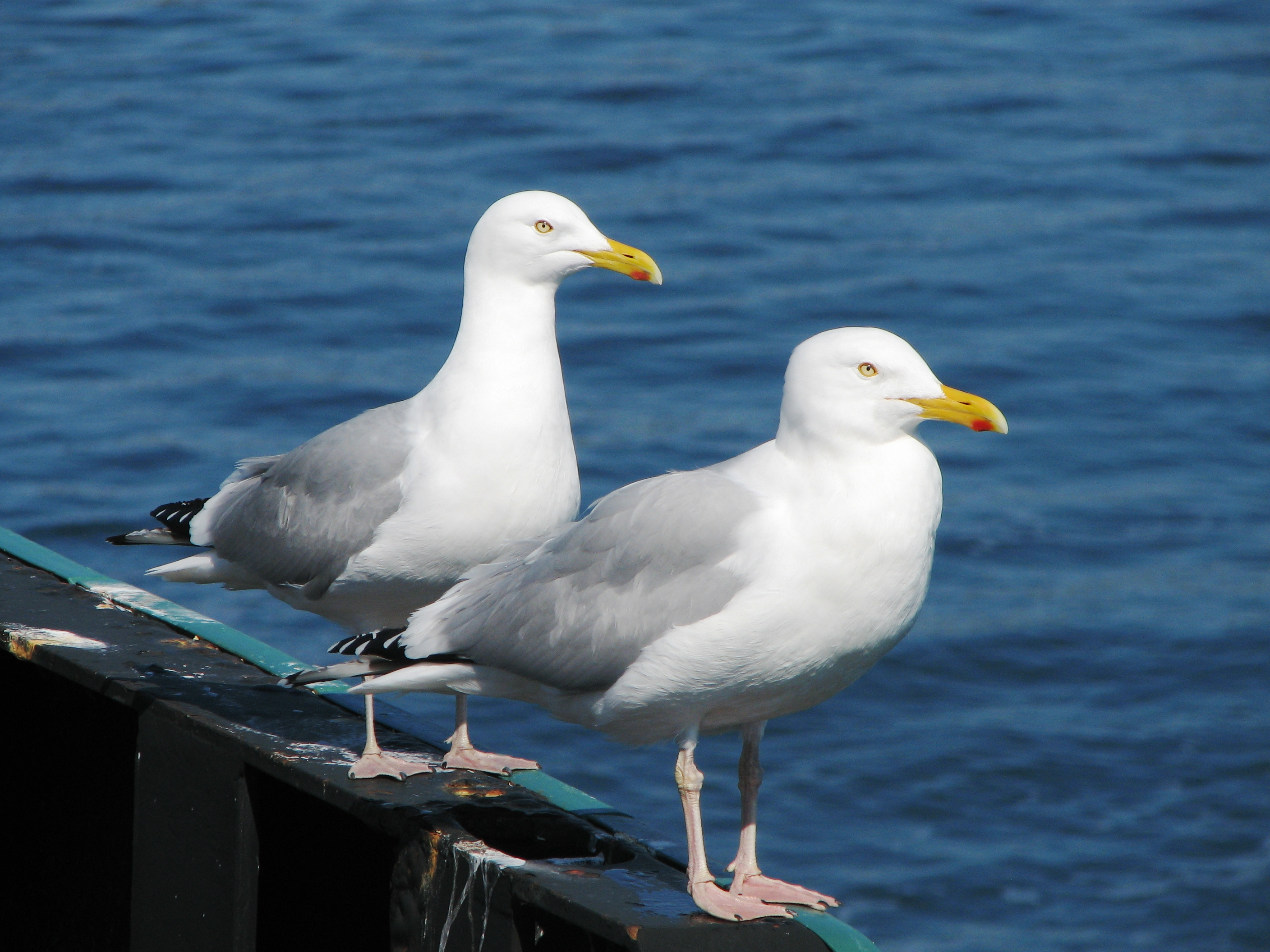
Zwei Kanadamöwen im Brutkleid

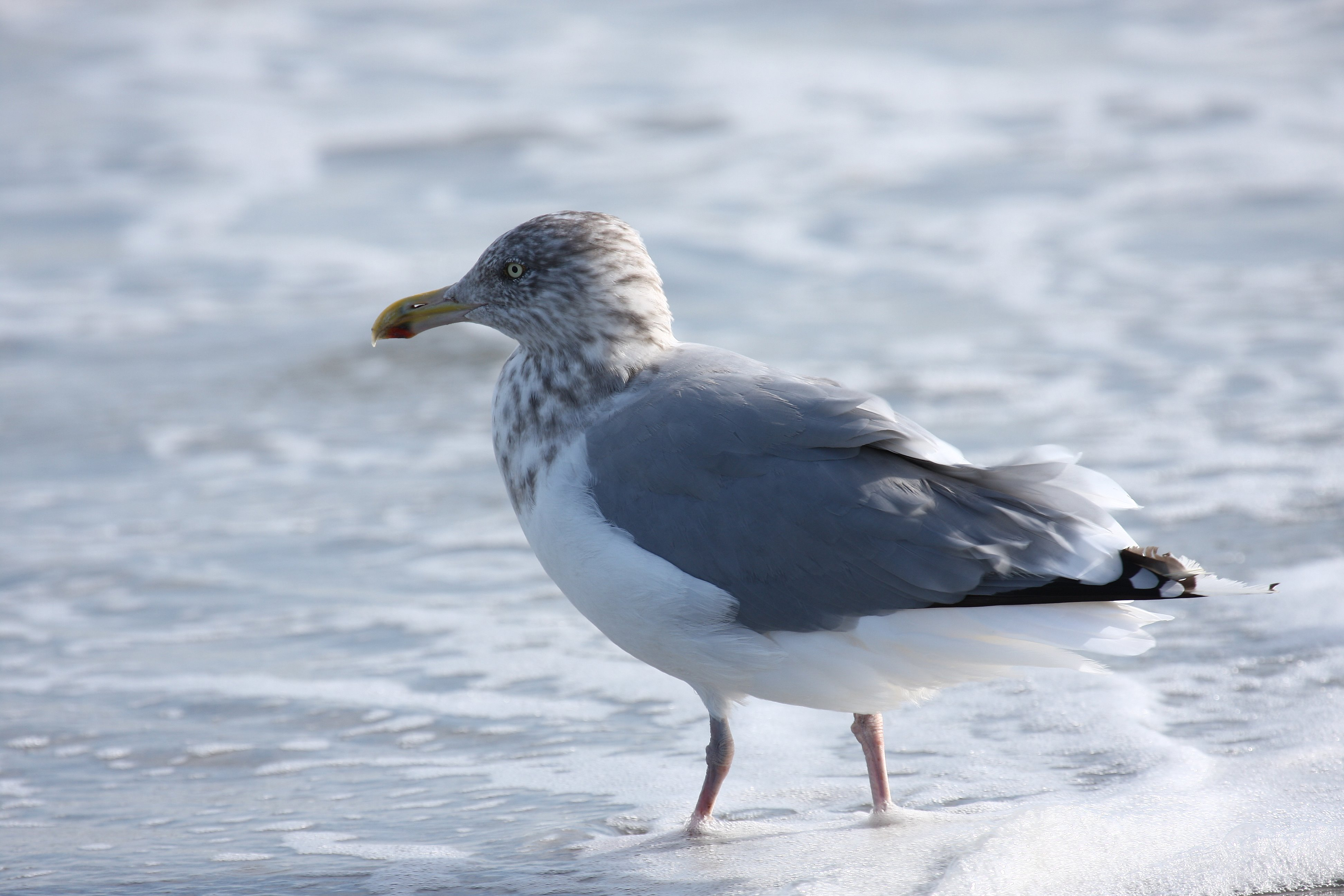
Adulte Kanadamöwe im Winterkleid

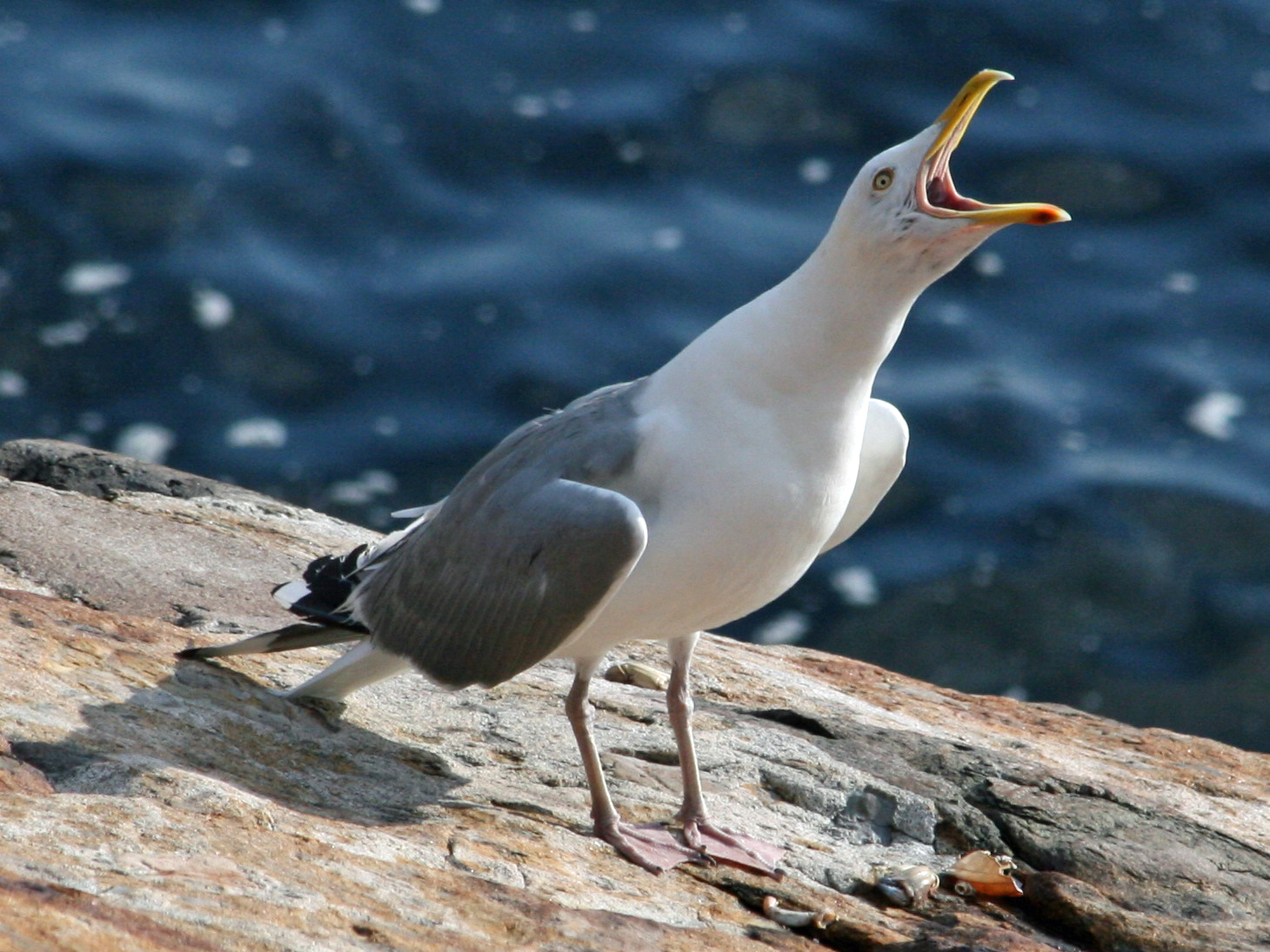
„Jauchzende“ Kanadamöwe

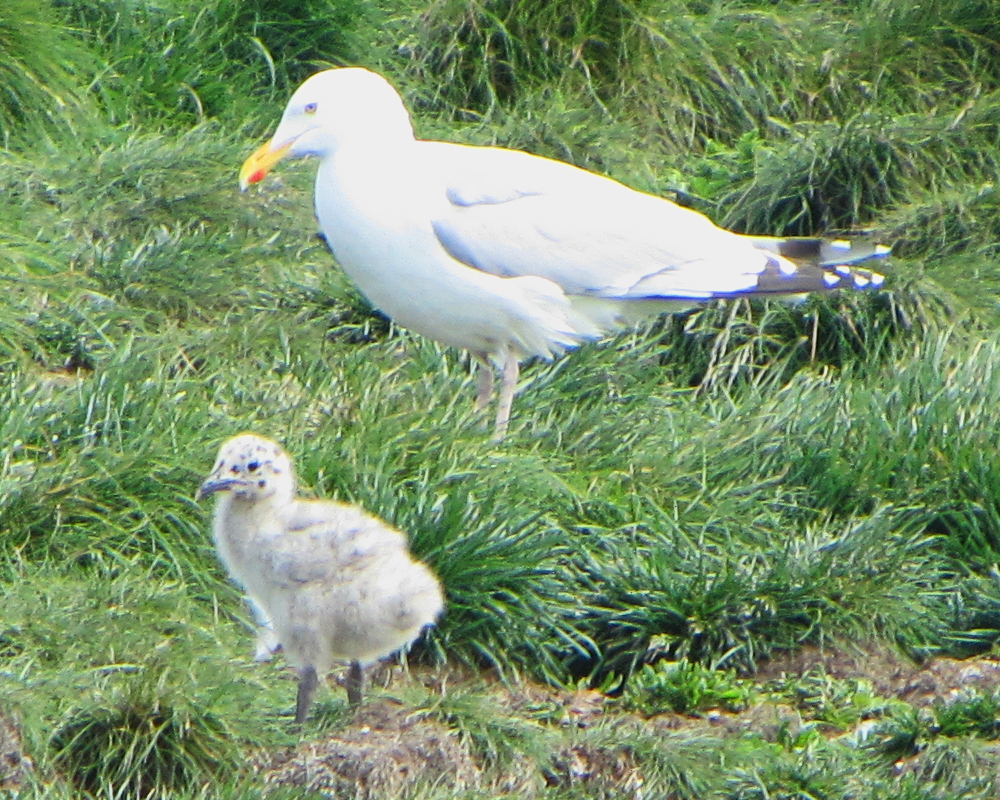
Altvogel mit Küken

Die Kanadamöwe oder Amerikanische Silbermöwe (Larus smithsonianus) ist eine Vogelart innerhalb der Möwen (Larinae). Sie besiedelt große Teile Nordamerikas vom Nordosten der Vereinigten Staaten und den Großen Seen aus nordwestwärts bis Alaska und wurde lange Zeit als amerikanische Unterart der Silbermöwe angesehen. Genetische Befunde ergaben aber, dass sie näher mit der Heringsmöwe und deren Unterarten und vor allem mit der Ostsibirienmöwe (Larus (argentatus) vegae) verwandt ist. Letztere könnte sogar mit der Kanadamöwe eine Art bilden, oft wird ihr aber heute ebenfalls Artstatus eingeräumt.
Der bedeutendste äußere Unterschied zwischen der Kanadamöwe und der europäischen Silbermöwe ist die Ausprägung der Jugendkleider, die sich bei beiden Arten deutlich unterscheiden. Die Adultkleider ähneln sich hingegen sehr, ebenso wie die ökologischen Ansprüche, Ernährungsweise und Fortpflanzung. In ihrem Verbreitungsgebiet zählt die Kanadamöwe ebenfalls zu den häufigsten Küstenvögeln.

## Beschreibung
Die Kanadamöwe steht mit einer Körperlänge von 53 bis 65 cm und einer Flügelspannweite von 120 bis 150 cm in der Größe zwischen den beiden Silbermöwen-Unterarten argentatus und argenteus. Sie ist der Silbermöwe überhaupt sehr ähnlich.

### Adulte Vögel
Im Brutkleid sind Kopf, Hals, Unterseite, Oberschwanzdecken und Steuerfedern rein weiß. Die Iris ist hell, der Orbitalring orangegelb wie auch der Schnabel. Dieser trägt einen roten Gonysfleck. Bis in den Mai hinein können Reste einer schwarzen Subterminalbinde am Vorderschnabel vorhanden sein. Die Farbe von Rücken, Schultern und der Flügeloberseite ist ein helleres Grau als bei der Silbermöwe und zeigt einen leicht bläulichen Einschlag. Der Flügelhinterrand ist weiß, die Flügelspitze bis auf die weißen Spitzen der Handschwingen schwarz. Zudem findet sich auf der äußeren und oft auch auf der Innenfahne der zweitäußeren Handschwinge ein weißes Subterminalfeld. Das Handschwingenmuster ähnelt dem der Nominatform europäischer Silbermöwen. Das Grau der Flügeloberseite läuft in Form mehrerer „Zungen“ in das Schwarz der Flügelspitze hinein. Die Beine sind fleischfarben, können aber bei einigen Individuen im Brutkleid einen gelblichen Ton aufweisen.
Im Winterkleid ist der Kopf dunkel gestrichelt. Die Strichelung ist oft bis auf den Hals ausgedehnt und bildet eine dunkle „Kapuze“. Diese Zeichnung konzentriert sich um die Augen herum, die sich mit der hellen Iris deutlich davon abheben. Der Schnabel ist matter gefärbt und trägt oft eine dunkle Zeichnung im Bereich des Vorderschnabels, die den Gonysfleck teilweise verdeckt.

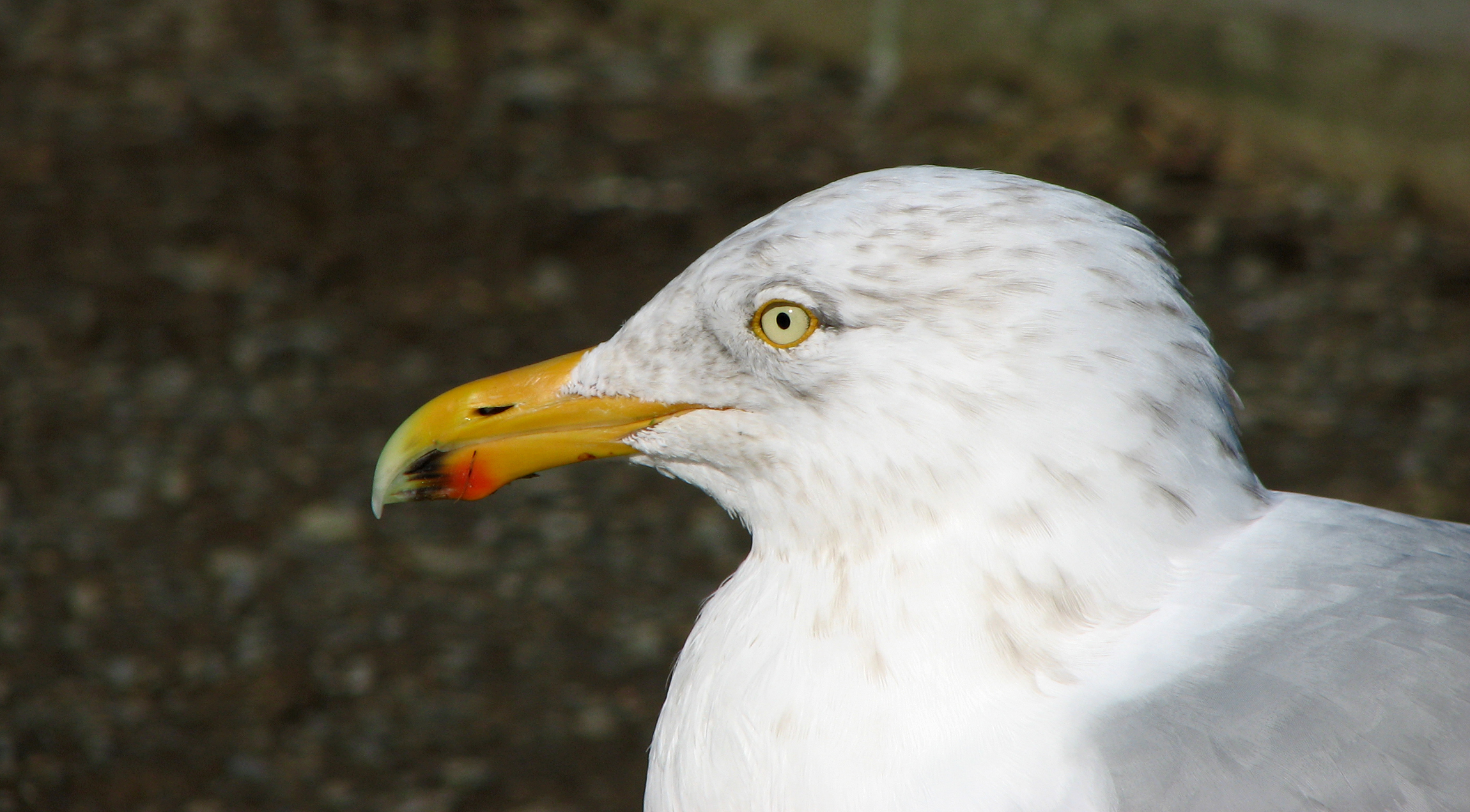
Kopfporträt einer Kanadamöwe im Winter
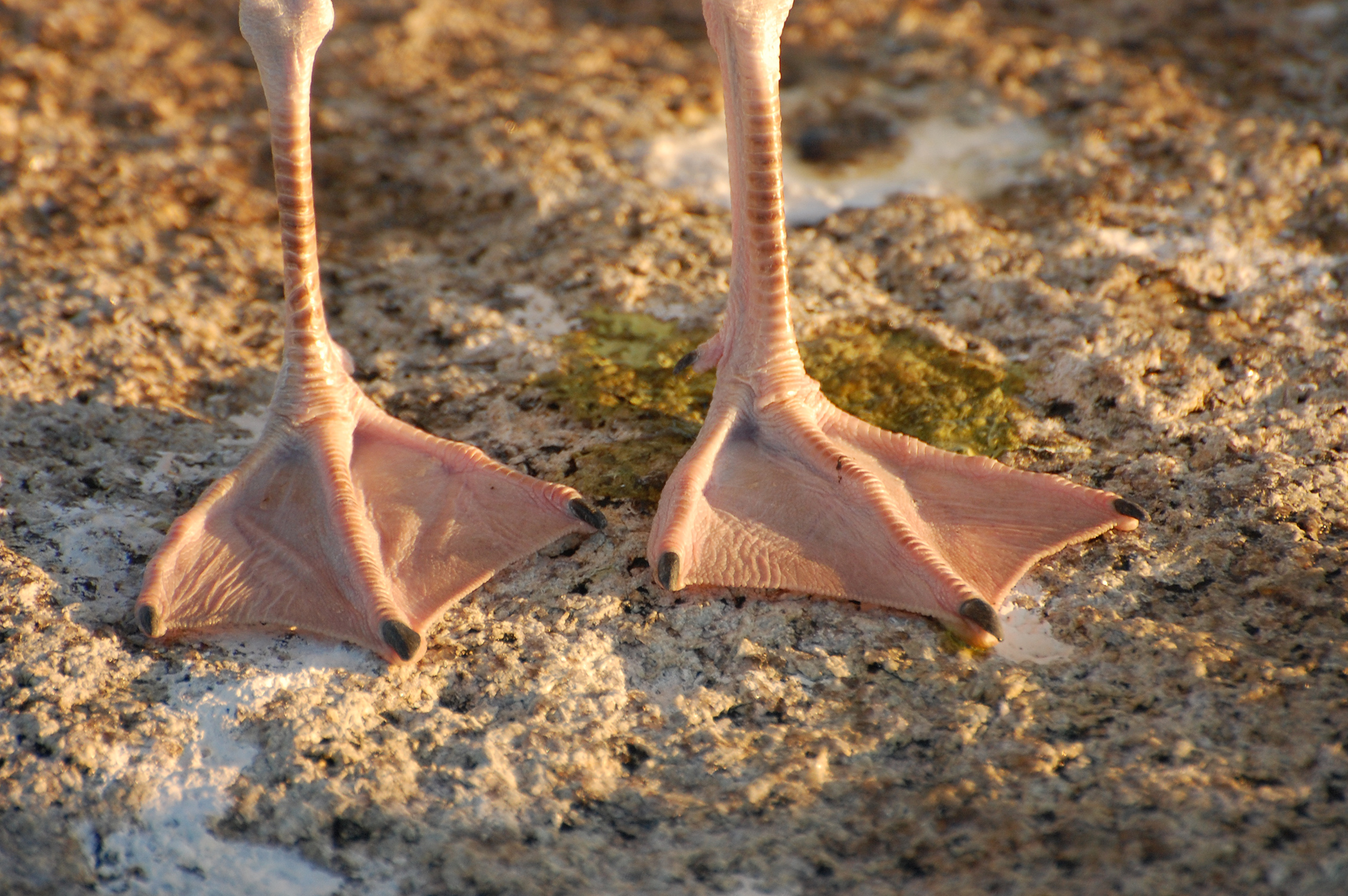
Füße einer Kanadamöwe
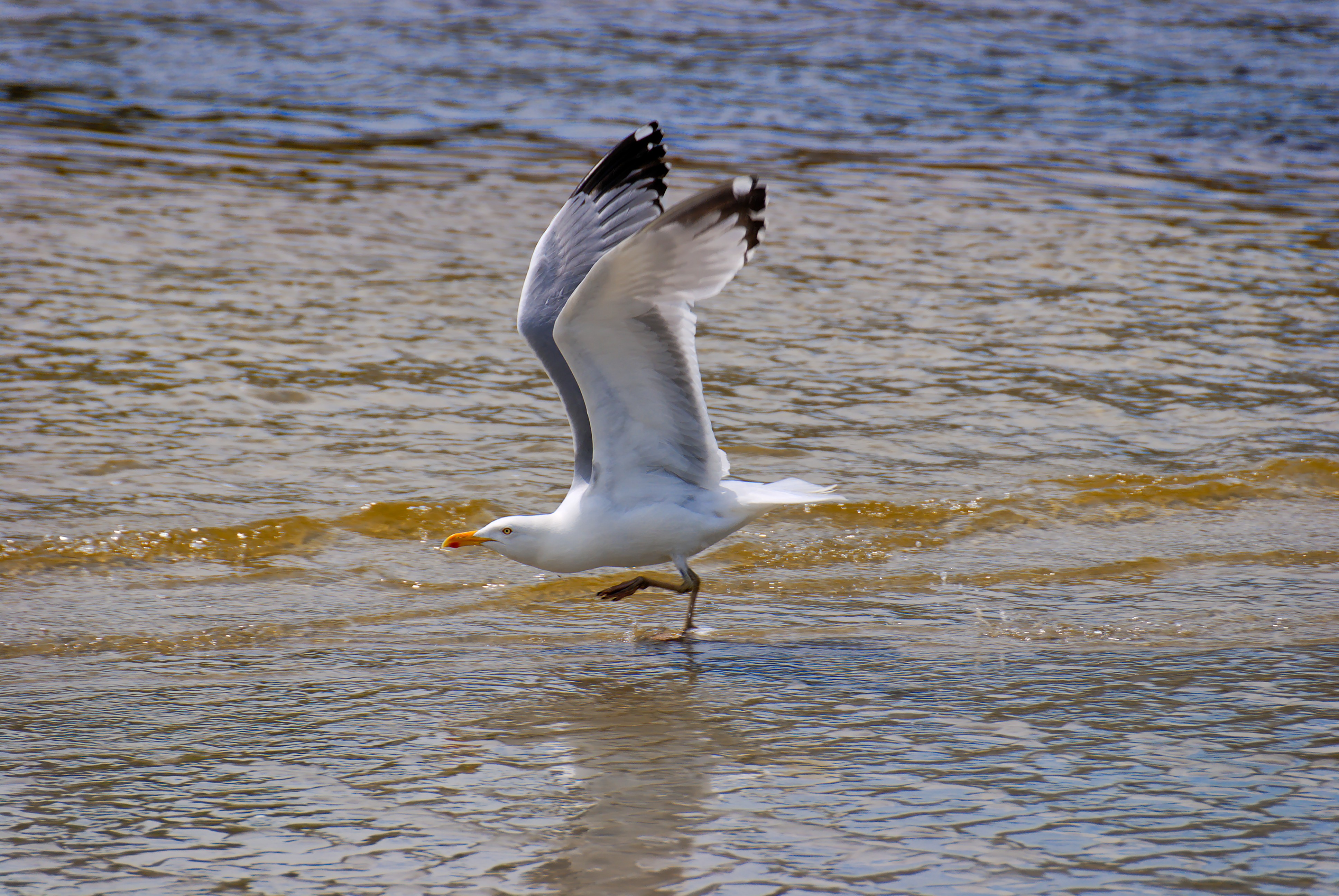
Im Flug ist das Muster der Handschwingen gut zu erkennen.
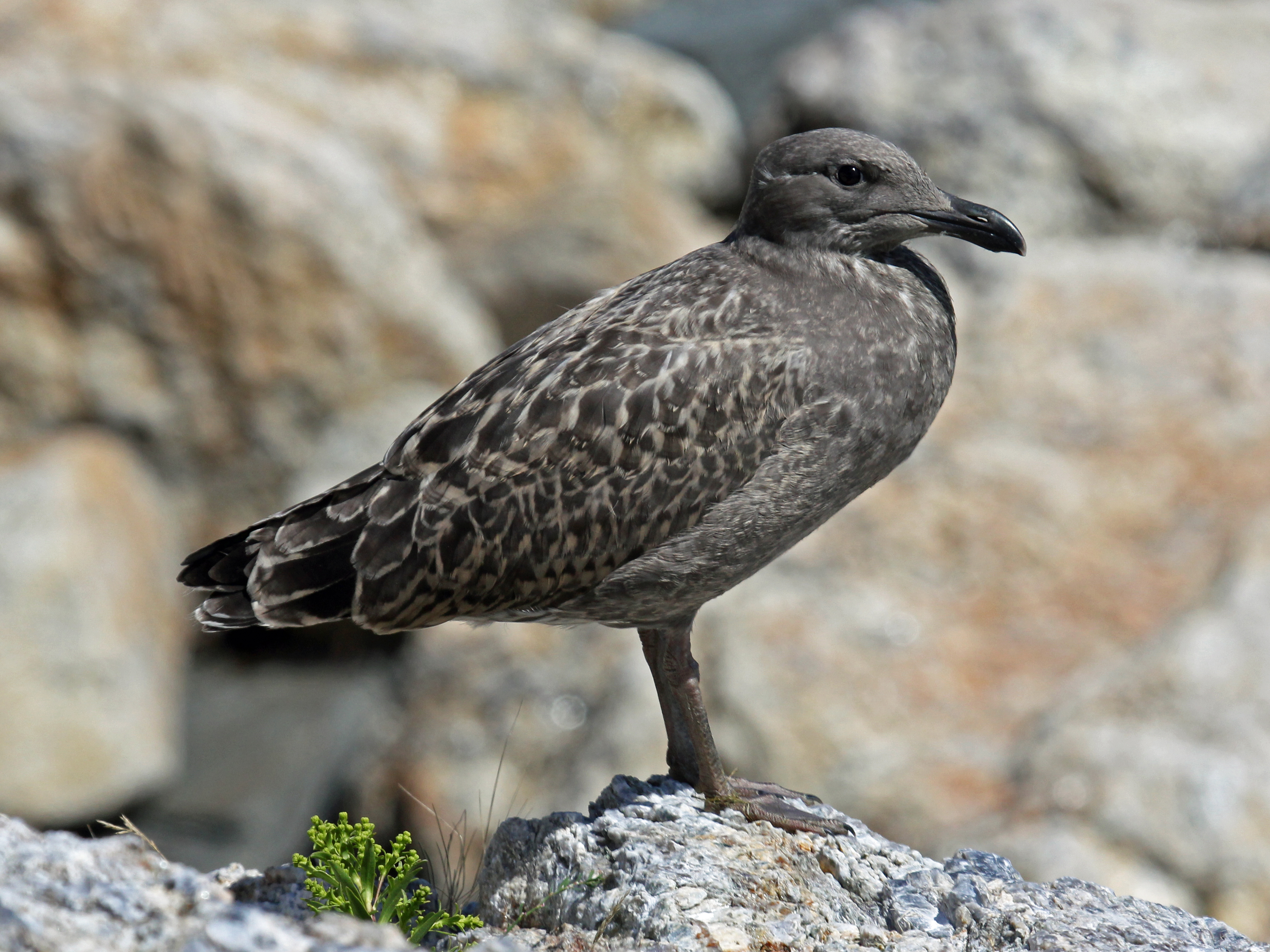
Vogel in sehr dunklem Jugendkleid, typisch für das östliche Nordamerika
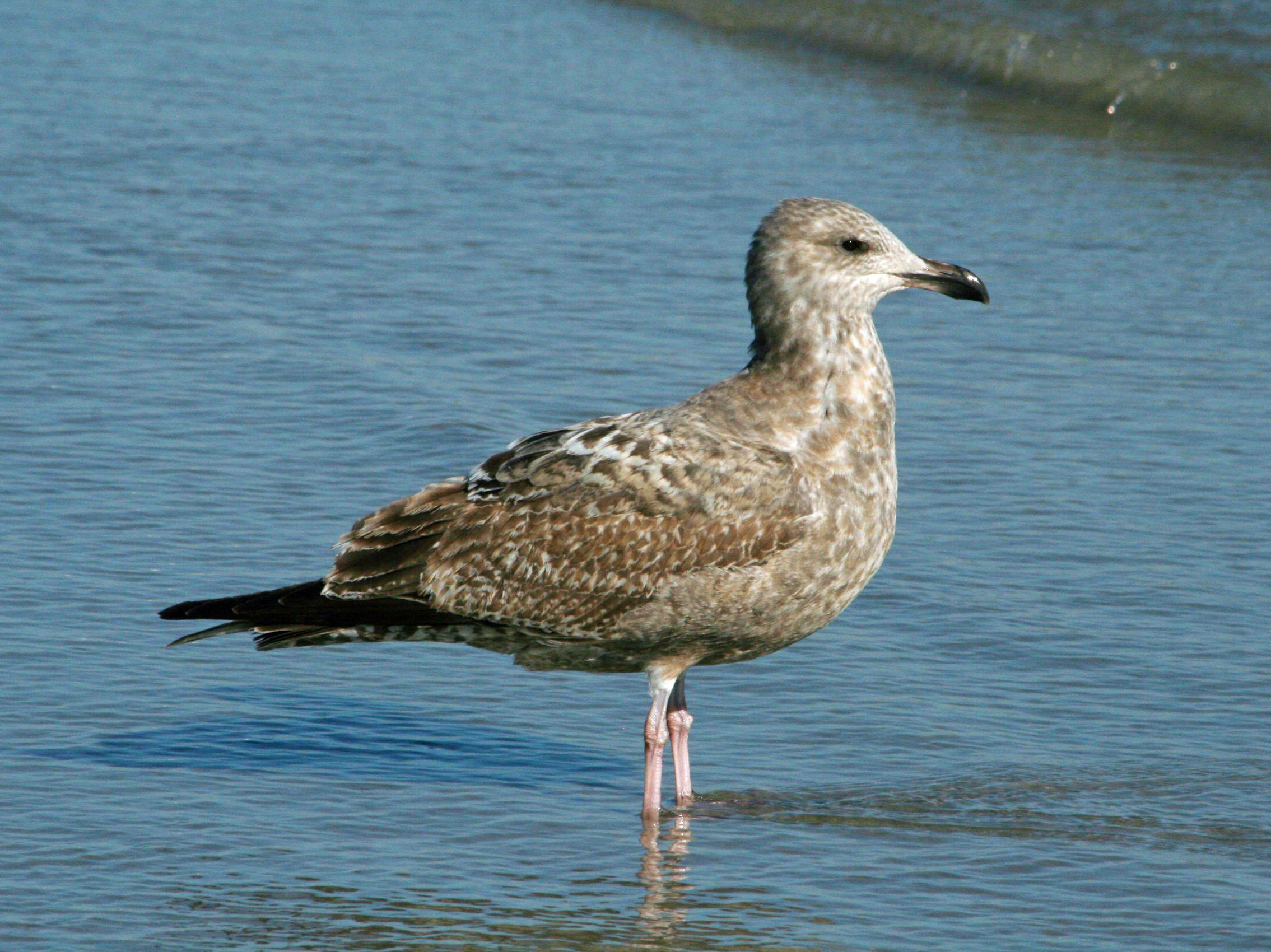
Vogel im ersten Winter

### Jugendkleid
Das Jugendkleid ist sehr variabel. Es unterscheidet sich von dem der Silbermöwe vor allem durch eine gleichmäßig bräunliche Färbung von Kopf und Unterseite, die von dunklem Schokoladenbraun bis hin zu Graubraun reichen kann, aber immer ein wenig samtig und nicht streifig wie bei der Silbermöwe wirkt. Schnabel und Auge sind dunkel, der Kopf an Scheitel, Stirn und Kinn oft etwas aufgehellt und am Hals verwaschen streifig. Die Oberseite ist dunkelbraun und wirkt durch schmale, helle Säume geschuppt. Die Flügeloberseite ist bräunlich geschuppt mit schwarz dazu kontrastierenden Schwingen und einem hellen Feld auf den inneren Handschwingen. Durch braune Unterflügeldecken und unterseits helle Schwingen wirkt die Flügelunterseite deutlich zweifarbig. Bürzel und Unterschwanzdecken sind breit gebändert und heben sich von den schwärzlichen Steuerfedern ab, die nur einen schmalen, weißlichen Spitzensaum tragen. Die Beine und Füße sind fleischfarben.

### Immature Vögel
Auch das erste Winterkleid ist sehr variabel und ähnelt dem Jugendkleid. Im Jugendkleid dunkle Vögel behalten diesen Gesamteindruck bei, wirken aber durch Abnutzung des Gefieders heller. Das Schulter- und Rückengefieder ist grau mit dunklen, subterminalen Zeichnungen. Die Schnabelbasis hellt sich etwas auf. Einige Vögel entwickeln einen sehr hellen Kopf, der sich vom einförmig graubraunen Körper deutlich abhebt. Die Schnabelbasis ist bei diesen Individuen oft fleischfarben hell mit einer deutlich abgesetzten, schwarzen Spitze. Wieder andere Vögel werden besonders zum Sommer hin sehr viel heller und ähneln dann immaturen Silbermöwen, zeigen aber eine verwaschenere Streifung auf Flanken und Unterseite.
Im zweiten Winter sind einige Individuen noch recht graubraun mit verwaschen gebänderter Unterseite und Kopfzeichnung. Andere haben schon einen großen Anteil hellgrauer Federn auf Schultern und Rücken. Die großen Armdecken bilden durch dunkle Federzentren eine gut erkennbare Flügelbinde. Der Bürzel ist nun weiß, der Schwanz zeigt eine breite dunkle Binde. Die Schnabelbasis hat sich deutlich fleischfarben aufgehellt und der Schnabel weist eine helle Spitze auf.
Vögel im dritten Winter ähneln adulten Vögeln im Winterkleid, unterscheiden sich aber durch braun gezeichnete große Armdecken, dunkle Handdecken und die Reste einer dunklen Schwanzbinde. Ein weiteres Merkmal sind die noch sehr schmalen weißen Spitzenflecke auf den Handschwingen. Das Schwarz auf dem Schnabel ist noch sehr viel ausgedehnter, der Schnabel insgesamt fleischfarbener.
Vögel im vierten Winter zeigen noch Reste von dunkler Zeichnung auf Handdecken, Schirm- und Steuerfedern. Die Spitzenflecke der Handschwingen sind immer noch klein und die dunkle Zeichnung auf dem nun gelben Schnabel noch ausgedehnter als bei adulten Tieren.

## Stimme
Die stimmlichen Äußerungen ähneln denen der Silbermöwe, klingen aber insgesamt etwas herber, tiefer und schneller. Immerhin unterscheiden sich aber die Rufe so, dass europäische Silbermöwen auf eine Klangattrappe mit Rufen der Kanadamöwe nicht reagieren. Häufiger Ruf ist ein si-auww, dem oft ein tiefes, gackernden gag-ag-ag-ag folgt. Zudem sind ein einsilbiges kluh und ein hohlklingendes, tiefes kaaw zu vernehmen.

## Verbreitung und Bestand
Die Brutverbreitung der Kanadamöwe reicht vom mittleren Alaska ostwärts durch die Nordwest-Territorien, wo sie nur an der Beaufortsee und im äußersten Nordwesten nördlich des Polarkreises fehlt. Sie brütet im Nordosten auf Southampton Island und im Süden der Baffininsel. Die Südgrenze verläuft in den Rocky Mountains durch den Cariboo Regional District in British Columbia, durch Montana und das nördliche Minnesota, Michigan und Illinois, das nördliche Ohio und den Norden von New York. An der Ostküste brütet die Art südwärts bis North Carolina. Nördlich davon reicht das Areal bis New Brunswick, Nova Scotia und Neufundland.
Um 1900 war der Bestand der Kanadamöwe durch massenhafte, kommerzielle Entnahme von Eiern und Jungvögeln aus den Brutkolonien auf einem Tiefstand angelangt, erholte sich aber, nachdem die Art unter Schutz gestellt worden war. Bis in die 1970er Jahre verdoppelte er sich alle 12–15 Jahre- In Neuengland stieg beispielsweise der Bestand zwischen 1901 und 1972 von 4000 bis 8000 Paaren auf 90.000. An den Großen Seen gab es dann wieder seit 1980 lokal Bestandsrückgänge. Der weltweite Gesamtbestand wird heute auf über 150.000 Paare geschätzt. Da die Art von der IUCN noch als konspezifisch mit der Silbermöwe gesehen wird, liegt kein eigener Gefährdungsstatus vor. Sie ist aber nicht gefährdet.

## Geografische Variation und Hybriden
Da die Kanadamöwe lange als Unterart der Silbermöwe galt, wurde nur wenig Augenmerk auf eine systematische Untersuchung der geografischen Variation gelegt. Diese verläuft sehr allmählich (klinal) von Ost nach West. Adulte Vögel sind im Nordosten größer und oberseits etwas dunkler. Der Handflügel zeigt mehr Weiß und weniger Schwarz. Im Winterkleid ist bei nordöstlichen Vögeln eine relativ dichte Kopfzeichnung häufig. Ähnliches lässt sich für immature Vögel sagen, die im Nordosten insgesamt dunkler sind und bei denen das helle Feld auf den inneren Armschwingen oft nur sehr unauffällig ist. An der Westküste dominiert ein hellerer Typ, der eher an die europäische Silbermöwe erinnert.
Im Bereich der Arktis sind stellenweise Hybriden mit der Eismöwe häufig. Diese Vögel sehen im Adultkleid aus wie sehr helle Kanadamöwen mit einem sehr blassen Handflügelmuster. Immature Vögel sind recht hell mit braunen äußeren und sehr hellen inneren Handschwingen, blassbraunen Armdecken und Steuerfedern. Die Bänderung auf Bürzel und Unterschwanzdecken ist oft feiner.
An der Südküste Alaskas treten bisweilen Hybriden mit der Beringmöwe auf.

## Wanderungen
Die meisten Kanadamöwen sind Standvögel, die nördlichen Populationen ziehen jedoch über die anderen hinweg in die Überwinterungsgebiete im Osten und Süden der Vereinigten Staaten. Zwischen Dezember und Januar gibt es große Ansammlungen wie beispielsweise 75.300 Individuen in New York, 65.000 in Ontario, 50.000 in Pennsylvania und Virginia. An der Pazifikküste ist die Art im Winter weit verbreitet, zahlenmäßig aber nicht so stark vertreten wie an der Ostküste. Die Überwinterungsgebiete reichen teils bis nach Mittelamerika und zu den Westindischen Inseln. Hier ist die Art aber nur in sehr kleinen Zahlen anzutreffen.

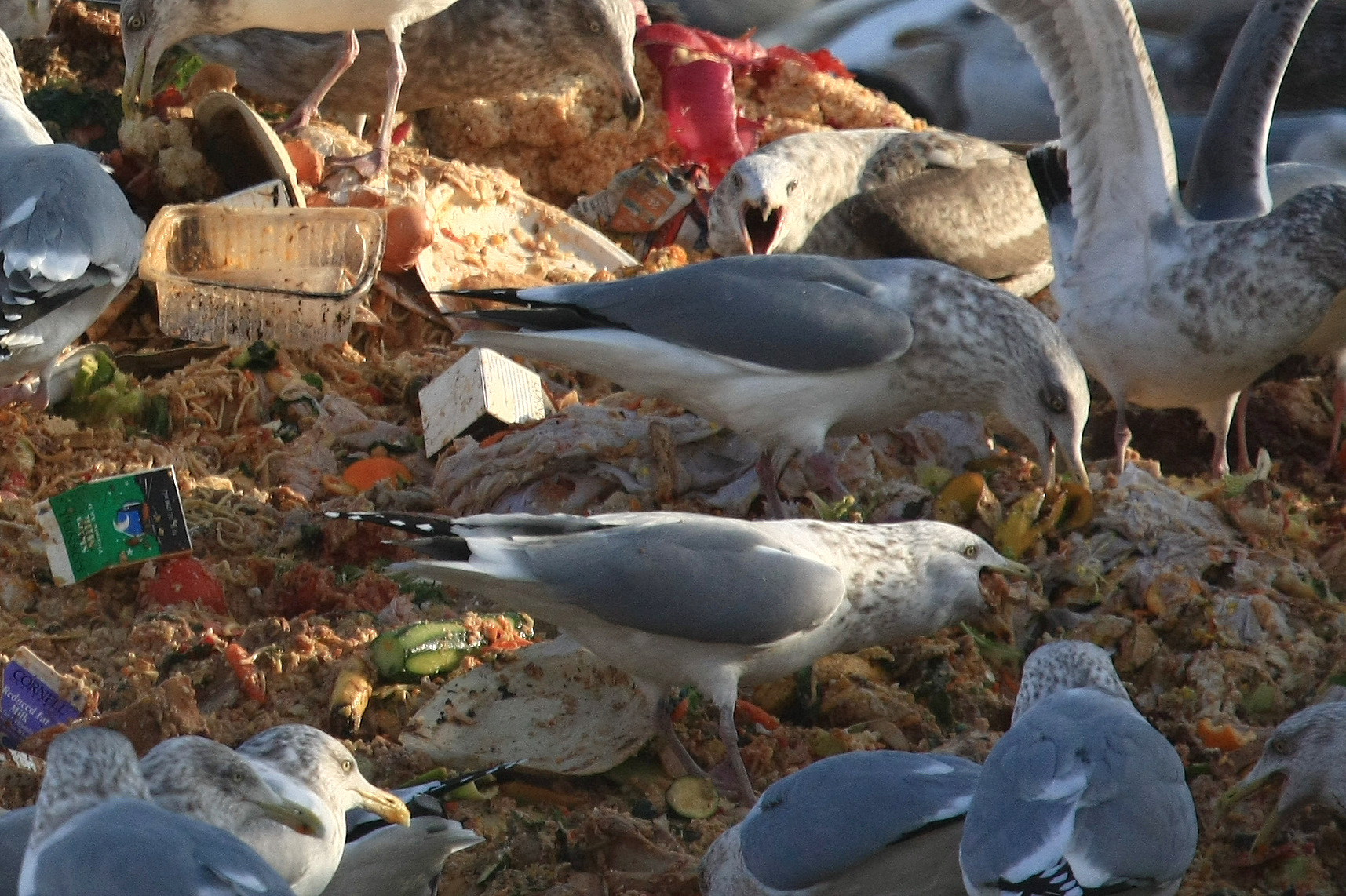
Nicht selten werden Müllkippen zur Nahrungssuche aufgesucht

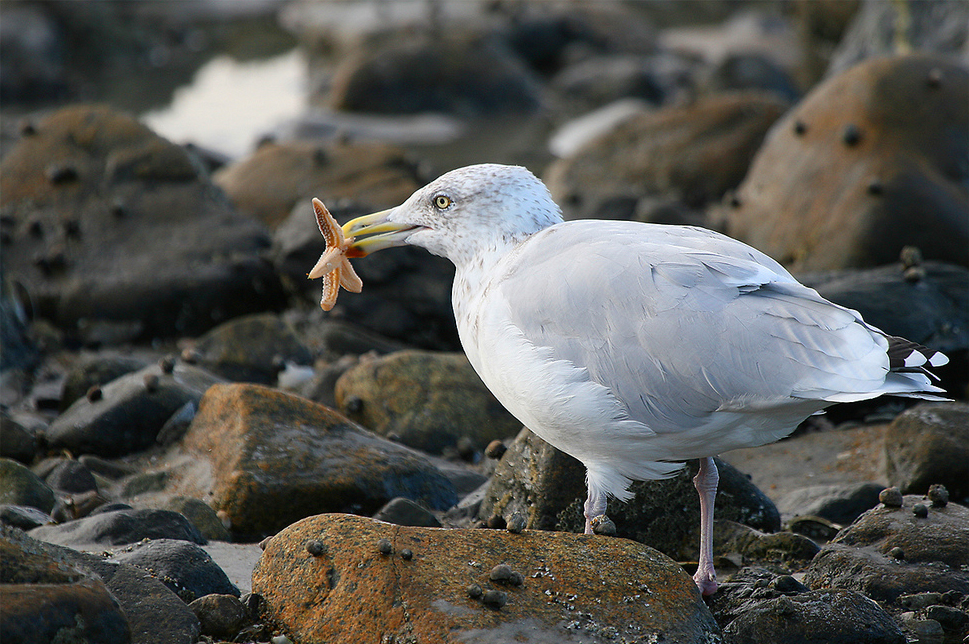
Auch Stachelhäuter wie dieser Seestern zählen zum Nahrungsspektrum

## Nahrung
Das Nahrungsspektrum ist sehr breit, denn die Art ernährt sich recht opportunistisch. Ein reichhaltiges Nahrungsangebot wird oft ausgiebig und manchmal auch ausschließlich genutzt. Die Nahrung besteht meist aus Fisch, Würmern, Krabben und anderen Meerestieren wie Mollusken und Stachelhäutern, wobei bisweilen bestimmte Arten bevorzugt werden. Im Watt vor Maine wurde beobachtet, dass dem Grünen Seeringelwurm (Nereis virens) gegenüber kleineren Würmern, der Gemeinen Strandkrabbe, Taschenkrebsen und Miesmuscheln der Vorzug gegeben wurde. Weiterhin stellen Abfälle einen großen Teil der Nahrung und die Art ist oft in großen Ansammlungen an Müllkippen, Fischereihäfen und Abwasserkanälen zu finden. Auch Vögel, Vogeleier und Nestlinge werden erbeutet. Bisweilen spezialisieren sich einige Individuen oder lokale Populationen darauf. Zudem werden Insekten und andere Arthropoden, kleine Säugetiere, Obst und Ackerfrüchte als Nahrung angenommen. Eine Studie in Neufundland ergab, dass sich zur Brutzeit 75–80 % auf eine von drei Nahrungsquellen – Tiere aus der Gezeitenzone, Müllkippen oder andere Seevögel – spezialisierten. Nur 20–25 % behielten eine breit gefächerte Ernährungsweise bei.

## Fortpflanzung
Die Kanadamöwe brütet meist in Kolonien, die bis zu mehrere Tausend Brutpaare umfassen können. Der Nestabstand beträgt zwischen 60 cm und 10 m, liegt meist aber bei 2 m. Einzelpaare sind seltener anzutreffen und brüten oft am Rande von Seevogelkolonien anderer Arten.
Das Nest wird an überflutungssicheren Orten und oft im Schutze der Vegetation errichtet. An der Küste New Jerseys wurden auf Inseln in Salzmarschen nur leicht erhöhte Standorte mit einer Vegetation aus dem Schlickgras Spartina patens besiedelt. Orte, an denen das Schlickgras S. alterniflora wuchs und die Gefahr einer Überspülung eher gegeben war, wurden gemieden. Neststandorte unter Büschen wurden bevorzugt. In Neufundland war die Brutdichte auf Felsterrassen am Meer am höchsten und auch der Bruterfolg fiel hier deutlich besser aus, als auf Standorten in küstennahen Wiesen, die deutlich stärker der Gefahr durch Prädation ausgesetzt waren.
Das Nest ist ein voluminöser Bau aus Gräsern, Tang oder anderen Pflanzenteilen, der bevorzugt in einer Mulde errichtet wird. Die Eiablage erfolgt etwa zwischen Anfang Mai und Anfang Juni. Das Gelege besteht meist aus 2–3 Eiern, die zwischen 28 und 30 Tagen bebrütet werden. Die Jungen werden nach 40–45 Tagen selbständig.